# Château de Flamboin
Le château de Flamboin est situé sur la commune de Gouaix, dans le département de Seine-et-Marne.
Aujourd’hui,il appartient à la famille Le Groumellec

## Historique
Selon la légende, Henri IV y aurait passé une nuit avec Gabrielle d'Estrée. 
Le pavillon d'entrée fait l’objet d’une inscription au titre des monuments historiques depuis le 4 octobre 1932.

## Parc
Le parc du château de Flamboin aurait été réalisé durant le troisième quart du XVIe siècle, pour Hélie du Tillet, seigneur de Gouaix et propriétaire du château. Les statues en pierre sont du XIXe siècle. 

### Liens
- Ressource relative à l'architecture :   - Mérimée